# Insurgencia comunista contra Stroessner
La insurgencia comunista contra la dictadura de Alfredo Stroessner fue un conjunto de acciones armadas y actividades clandestinas llevadas a cabo principalmente por el Partido Comunista Paraguayo (PCP) y sus organizaciones afines, entre fines de la década de 1950 y la década de 1970, con el objetivo de derrocar al régimen autoritario establecido en Paraguay en 1954. Estas iniciativas se desarrollaron en un contexto de intensa represión política y durante la vigencia de la Doctrina de seguridad nacional en América Latina.

## Contexto histórico
Alfredo Stroessner asumió el poder en Paraguay mediante un golpe de Estado en mayo de 1954 y se mantuvo en la presidencia durante 35 años, instaurando una dictadura militar bajo el Partido Colorado. El régimen de Stroessner instauró un aparato estatal basado en la vigilancia, el control del disenso y la eliminación de la oposición política, especialmente de ideologías de izquierda. En este escenario, diversas organizaciones opositoras optaron por la vía armada ante la ausencia de canales democráticos de participación.

### Movimiento 14 de Mayo (M14)
En 1958 se conformó el Movimiento 14 de Mayo (M14), integrado principalmente por exmilitantes del Partido Liberal y otros sectores de oposición. Este movimiento realizó incursiones armadas desde el exterior, especialmente desde Argentina y Brasil, con el objetivo de fomentar una insurrección popular en el país. Sin embargo, el M14 fue rápidamente desarticulado por las fuerzas de seguridad, debido tanto a la limitada coordinación interna como a la intensa represión estatal.

### Frente Unido de Liberación Nacional (FULNA)
El Frente Unido de Liberación Nacional (FULNA) fue establecido en 1960 por el Partido Comunista Paraguayo como brazo armado de su estrategia revolucionaria. Inspirado en la Revolución cubana y en otras experiencias guerrilleras latinoamericanas, el FULNA buscó implementar una guerra de guerrillas en zonas rurales, especialmente en los departamentos de Caaguazú y Guairá. La organización fue estructurada en columnas armadas, entre las que se destacó la Columna Mariscal López, activa durante la década de 1970.
A pesar de algunos operativos iniciales, el FULNA no logró consolidar una base territorial ni apoyo social suficiente. A mediados de los años 60, la mayoría de sus dirigentes habían sido capturados o asesinados, y para la década de 1970 la organización estaba prácticamente desarticulada.

## Represión y consecuencias
El régimen de Stroessner implementó una política sistemática de persecución contra militantes comunistas y cualquier forma de oposición armada o ideológica. Diversos dirigentes del Partido Comunista Paraguayo fueron víctimas de ejecuciones o desapariciones, entre ellos Miguel Ángel Soler, Antonio Maidana y Wilberto Álvarez. Las acciones represivas incluyeron la militarización de zonas rurales, la infiltración de organizaciones sociales y la coordinación con fuerzas extranjeras en el marco del Plan Cóndor.
La represión provocó el debilitamiento casi total de las organizaciones insurgentes para finales de los años 70. El impacto a largo plazo de estas acciones incluyó la fragmentación de la izquierda paraguaya y la consolidación del régimen stronista hasta su caída en 1989.

### Grupos de Acción Anticomunista
Tras la lucha contra la insurgencia, el régimen stronista promovió la formación de los Grupos de Acción Anticomunista (GAA), organizaciones parapoliciales de carácter secreto cuya principal misión era identificar, vigilar y neutralizar a militantes de izquierda y opositores al régimen. Estos grupos operaban con el respaldo de altos funcionarios del Estado y actuaban con impunidad.
Uno de sus principales impulsores fue José Eugenio Jacquet, parte del denominado Cuatrinomio de Oro y figura clave en el aparato represivo del régimen. Los GAA llevaron a cabo tareas de inteligencia, propaganda anticomunista, acciones de hostigamiento y, según diversas fuentes, actos de violencia extrajudicial. Su existencia fue documentada por informes de derechos humanos y testimonios de víctimas.